# Diocesi di Saint Andrews, Dunkeld e Dunblane
La diocesi di Saint Andrews, Dunkeld e Dunblane (in latino Sancti Andreae et Dunkeldensis et Dunblanensis, in inglese Diocese of St Andrews, Dunkeld and Dunblane) è una sede della Chiesa episcopale scozzese. Nel 2020 contava 4.354 battezzati su 700.000 abitanti. È retta dal vescovo Ian Paton.

## Territorio
La diocesi copre le antiche contee di Fife, Perthshire, Kinross-shire, Clackmannanshire e parzialmente lo Stirlingshire.

## Storia
L'attuale diocesi fu eretta nel 1837 riprendendo i territori di tre antiche diocesi medievali scozzesi, la diocesi di St Andrews (Sancti Andreae), quella di Dunkeld (Dunkeldensis) e quella di Dunblane (Dunblanensis).

### Diocesi di Saint Andrews
La diocesi di Sant’Andrea, elevata al rango metropolitano nel 1472 col primato su tutta la Scozia, riuscì a mantenere una continua linea episcopale fino al tardo Seicento, quando il passaggio al calvinismo comportò l’interruzione dell’istituzione episcopale.
Nel 1633 l'arcidiocesi aveva perso gran parte del suo territorio per la fondazione della diocesi di Edimburgo.

### Diocesi di Dunkeld
La diocesi di Dunkeld riuscì a sopravvivere alla Riforma, ma dopo le rivoluzioni calviniste del Seicento fu ufficialmente soppressa continuando però clandestinamente finché fu poi riconosciuta dopo la riconciliazione con la Chiesa anglicana ufficiale.

### Diocesi di Dunblane
La diocesi di Dunblane fu la più piccola della Scozia medievale, e come le precedenti fu abolita in seguito alla fine del episcopato della Chiesa ufficiale di Scozia nel 1689 ma continuando in quella episcopale clandestina fino a fine Settecento per poi essere riconosciuta nel 1808 con il vescovo Patrick Torry che divenne poi vescovo della diocesi attuale con la fusione del 1837.

## Cronotassi
- 1837–1852: Patrick Torry
- 1853–1892; Charles Wordsworth
- 1893–1907: George Wilkinson
- 1908–1930: Charles Edward Plumb
- 1931–1938: Edward Reid
- 1939–1949: Lumsden Barkway
- 1950–1955: Brian Burrowes
- 1955–1969: John Howe
- 1969–1994: Michael Hare Duke
- 1994–2004: Michael Henley
- 2004–2017: David Chillingworth
- 2018 - Ian Paton

## Statistiche
La diocesi nel 2020 su una popolazione di 700 mila persone contava 4.300 battezzati, corrispondenti allo 0,6% del totale.